# La Dentellière
La Dentellière is een Frans-Zwitserse dramafilm uit 1977 onder regie van Claude Goretta. De film is gebaseerd op de gelijknamige roman uit 1974 van de Franse auteur Pascal Lainé.

## Verhaal
De zwijgzame Pomme werkt in een kapsalon in een arbeidersdorpje in Noord-Frankrijk. Op een dag gaan haar collega Marylène en zij op vakantie naar zee. Pomme ontmoet er de knappe, jonge student François. Ze worden verliefd op elkaar. François tracht Pomme tevergeefs een culturele opvoeding te geven. Na verloop van tijd besluit hij dat ze niet kan voldoen aan het ideaalbeeld waar hij verliefd op is geworden. Langzamerhand gaat hij zich zelfs ergeren aan haar goedbedoelde onderdanigheid.

## Rolverdeling
| Acteur              | Personage        |
| ------------------- | ---------------- |
| Isabelle Huppert    | Pomme            |
| Yves Beneyton       | François         |
| Florence Giorgetti  | Marylène         |
| Anne-Marie Düringer | Moeder van Pomme |
| Sabine Azéma        | Corinne          |